# 陈国瓒 (清朝)
陈国瓒（1863年—1915年），谱名克璇，字玉斋，号幼琼，一号卣存。清蕲州举人陈瑞林长子。湖北省蕲春县檀林镇桐山村陆基塆人。清末政治人物。

## 生平
陈国瓒出生于世儒之家，父陈琼甫为吴楚经师，名盛一时。陈国瓒天生警悟，七岁随父课读，日尽四百字背诵不遗，故少负才名，倜傥拔俗。清光绪十年（1884年），21岁应科试入州庠。光绪十二年（1886年），23岁应岁试获一等第六名补增生。光绪十四年（1888年），25岁参加湖北省戊子科乡试，中式第七名举人副榜。
宣统元年（1909年）全国除新疆外各省都设立了具有地方议会形式的谘议局，并公举贤能为议员。是时，湖北省黄州府13135人第一次复选省谘议员，蕲州陈国瓒与蕲水汤化龙、黄冈夏寿康、朱泽霖、麻城余应龙、罗田姚晋圻、黄梅邢璜、黄安阮毓菘、广济刘寅熙等9人当选省谘议局议员。在谘议局，陈国瓒曾提出《急筹裁汰吏役案》之提案。
宣统二年（1910年），陈国瓒以民选议员身份当选清廷资政院议员，任资政院议员座位号为145号。民选之额湖北仅5名，时人以为殊耀。宣统三年（1911年）初，以陈宝琛为会长的帝国宪政实进会在北京成立，这是清末首批合法政党之一，也是一个全国性的政党。陈国瓒与湖北的傅岳棻、谈钺、贺良朴、彭祖龄、叶开宾、郑潢、胡伯年等人入会，积极投入宪政议政。
张继煦《陈卣存先生家传》：“民国既建，国瓒谢政事家居，以敬宗和族，培育人才为任。既续修陈德户宗谱而董其成，重建祀先堂，行袷祭，开族学，整理大四区小学，擘划经营，寒暑不少懈，胥观其成，为后世法。其身材适中，丰腴白皙，方面俊目，巨口修眉，掌若丹砂，见者悦服。既生于世家，少年腾达，声誉藉一时，亦颇自负，诗酒兴致，游遍江淮，断简零篇，往往为人所宝。著有《梦觉居士吟草》2卷，铭诔书疏杂文等数十未计”。

## 家族
- 曾祖陈琢菴，蕲州庠生，清朝例赠文林郎。
- 祖父陈宝书，蕲州庠生、清朝例赠文林郎。
- 父亲陈瑞林，举人；叔父陈滋懋，州庠生。
- 二弟陈国曹，蕲州庠生；三弟陈国珩，国学生（早逝）；四弟陈国瑄，曾为《皖江日报》副编主笔；五弟陈国琪，举人（蕲州劝学所首任总董）；六弟陈国瑃，业儒主家政；
- 胞侄陈志纯，蕲州庠生，中国同盟会会员，中华民国大陆时期政治人物，中华民国汉阳县县长，中共武汉市人民法院副院长。
- 陈国瓒原配田氏，因三孕弗育致忧郁早逝。继娶安徽省太湖县道光己丑科状元李振钧之曾孙女，生子陈优墡，字继琼，小名迟生，颖异绝出，有过目不忘之资，能出口成诗，随物成对，属超智之列，然天妒英才，年轻不禄。
- 嗣孙陈其锖，蕲春县知名中医师。
- 嗣曾孙陈航，海军司令部某部正团职军官，现在北京市某区直机关工作。